# Stephen J. Cimbala
Stephen J. Cimbala (* 4. November 1943 in Pittsburgh) ist ein US-amerikanischer Politikwissenschaftler und Hochschullehrer.

## Leben und Wirken
Stephen J. Cimbala studierte Politikwissenschaft und Medienwissenschaft an der Pennsylvania State University und schloss sein Studium dort 1965 mit der Bachelorprüfung ab. Er setzte dann seine akademische Ausbildung an der University of Wisconsin, Madison, fort, wo er 1967 den Magistergrad erwarb und 1969 zum Ph.D. promovierte. Zunächst lehrte er vier Jahre an der Stony Brook University. Seit 1973 lehrt er ununterbrochen an der Pennsylvania State University und zwar an der Zweigeinrichtung „Penn State Brandywine“ (ursprünglich hieß sie Pennstate Delaware County). Im Jahre 2023 konnte er sein 50-jähriges Dienstjubiläum an seiner Universität feiern.
Durch seine zahlreichen Veröffentlichungen ist Cimbala als ein Experte für Internationale Politik, Verteidigungs- und Sicherheitspolitik, Nuklearstrategie, Rüstungskontrolle und NATO-Politik der USA. Auf diesen Gebieten wirkte er auch als Berater verschiedener staatlicher Institutionen in den USA.

## Veröffentlichungen (Auswahl)
- Nuclear war and nuclear strategy. Unfinished business. Greenwood Press, New York 1987, ISBN 0-313-26015-X.
- Extended deterrence. The United States and NATO Europe. Lexington Books, Lexington, Mass. 1987, ISBN 0-669-13311-6.
- Nuclear strategizing. Deterrence and reality. Praeger, New York 1988, ISBN 0-275-92987-6.
- Strategic impasse. Offense, defense, and deterrence theory and practise. Greenwood Press, New York 1989, ISBN 0-313-26516-X.
- Nuclear endings. Stopping war on time. Praeger, New York 1989, ISBN 0-275-93165-X.
- First strike stability. Deterrence after containment. Greenwood Press, New York 1990, ISBN 0-313-27448-7.
- Uncertainty and control. Future Soviet and American strategy. Pinter, London 1990, ISBN 0-86187-039-5.
- Conflict termination in Europe. Games against war. Praeger, New York 1990, ISBN 0-275-93592-2.
- Strategy after deterrence. Praeger, New York 1991, ISBN 0-275-93741-0.
- Clausewitz and escalation. Classical perspective on nuclear strategy. Cass, London 1991, ISBN 0-7146-3420-4.
- Force and diplomacy in the future. Praeger, New York 1992, ISBN 0-275-94109-4.
- U.S. nuclear strategy in the new world order. Backwards glances, forward looks. Paragon House, New York 1993, ISBN 1-55778-557-0.
- Military persuasion. Deterrence and provocation in crisis and war. Pennsylvania State University Press, University Park, Pa. 1994, ISBN 0-271-01006-1.
- US military strategy and the Cold War endgame. Cass, Ilford, Essex 1995, ISBN 0-7146-4556-7.
- Collective insecurity. U.S. defense policy and the new world disorder. Greenwood Press, Westport, Conn. 1995, ISBN 0-313-29656-1.
- The politics of warfare. The great powers in the twentieth century. Pennsylvania State University Press, University Park, Pa. 1997, ISBN 0-271-01597-7.
- The past and future of nuclear deterrence. Praeger, Westport, Conn. 1998, ISBN 0-275-96239-3.
- Coercive military strategy. Texas A&M University Press, College Station, Tex. 1998, ISBN 0-89096-836-5.
- Nuclear strategy in the twenty-first century. Praeger, New York 2000, ISBN 0-275-96869-3.
- Clausewitz and chaos. Friction in war and military policy. Praeger, Westport, Conn. 2001, ISBN 0-275-96951-7.
- The Russian military into the twenty-first century. Frank Cass, London 2001, ISBN 0-7146-5080-3.
- Through a glass darkly. Looking at conflict prevention, management, and termination. Praeger, Westport, Conn. 2001, ISBN 0-275-97184-8.
- (mit James Scouras): A new nuclear century. Strategic stability and arms control. Praeger, Westport, Conn. 2002, ISBN 0-275-97061-2.
- (mit Peter Kent Forster): The US, NATO and military budget-sharing. Cass, London 2005, ISBN 0-415-35607-5.
- Nuclear weapons and strategy. U.S. nuclear policy for the twenty-first century. Routledge, London 2005, ISBN 0-415-70199-6.
- Nuclear weapons and cooperative security in the 21st century. Routledge, London 2009, ISBN 978-0-415-55228-8.
- (mit Peter Kent Forster): Multinational military intervention. NATO policy, strategy, and burden sharing. Ashgate, Farnham, Surrey 2010, ISBN 978-1-4094-0228-2.
- Nuclear weapons in the information age. Continuum, London 2012, ISBN 978-1-4411-2684-9.
- War games. US-Russian relations and nuclear arms control. Lynne Rienner Pub., Boulder 2017, ISBN 978-1-62637-619-9.
- Getting nuclear weapons right. Managing danger & avoid desaster. Lynne Rienner Publ., Boulder 2018, ISBN 978-1-62637-712-7.
- The United States, Russia and nuclear peace. Palgrave Macmillan, Cham 2020, ISBN 978-3-030-38087-8.

Außerdem zahlreiche von ihm veröffentliche Sammelbände und Aufsätze in Fachzeitschriften.